# Denison (Texas)
Denison ist eine Stadt im Grayson County im US-Bundesstaat Texas in den Vereinigten Staaten. Das U.S. Census Bureau hat bei der Volkszählung 2020 eine Einwohnerzahl von 24.479 ermittelt.

## Geographie
Die Stadt liegt im Nordosten des Countys, im Nordosten von Texas, an der Grenze zu Oklahoma und hat eine Gesamtfläche von 59,3 km².

## Geschichte
Der Ort wurde 1872 als Depot der Missouri-Kansas-Texas Railroad gegründet und nach dem ehemaligen US-Abgeordneten und Politiker George Denison benannt. 1901 wurde die erste Überlandstraßenbahn in Texas zwischen Denison und Sherman eingerichtet.

## Demografische Daten
Nach der Volkszählung im Jahr 2000 lebten hier 22.773 Menschen in 9.185 Haushalten und 6.135 Familien. Die Bevölkerungsdichte betrug 389,2 Einwohner pro km². Ethnisch betrachtet setzte sich die Bevölkerung zusammen aus 84,02 % weißer Bevölkerung, 8,62 % Afroamerikanern, 1,67 % amerikanischen Ureinwohnern, 0,46 % Asiaten, 0,06 % Bewohnern aus dem pazifischen Inselraum und 2,19 % aus anderen ethnischen Gruppen. Etwa 2,98 % waren gemischter Abstammung und 5,23 % der Bevölkerung waren spanischer oder lateinamerikanischer Abstammung.
Von den 9.185 Haushalten hatten 29,8 % Kinder unter 18 Jahre, die im Haushalt lebten. 48,1 % davon waren verheiratete, zusammenlebende Paare. 14,4 % waren allein erziehende Mütter und 33,2 % waren keine Familien. 29,1 % aller Haushalte waren Singlehaushalte und in 14,4 % lebten Menschen, die 65 Jahre oder älter waren. Die Durchschnittshaushaltsgröße betrug 2,43 und die durchschnittliche Größe einer Familie belief sich auf 2,97 Personen.
24,6 % der Bevölkerung waren unter 18 Jahre alt, 8,8 % von 18 bis 24, 26,7 % von 25 bis 44, 22,4 % von 45 bis 64, und 17,4 % die 65 Jahre oder älter waren. Das Durchschnittsalter war 38 Jahre. Auf 100 weibliche Personen aller Altersgruppen kamen 88,9 männliche Personen. Auf 100 Frauen im Alter von 18 Jahren und darüber kamen 83,7 Männer.

Das jährliche Durchschnittseinkommen eines Haushalts betrug 31.474 USD, das Durchschnittseinkommen einer Familie 39.820 USD. Männer hatten ein Durchschnittseinkommen von 30.459 USD gegenüber den Frauen mit 21.451 USD. Das Prokopfeinkommen betrug 17.685 USD. 14,7 % der Bevölkerung und 11,9 % der Familien lebten unterhalb der Armutsgrenze. Davon waren 21,8 % Kinder und Jugendliche unter 18 Jahren und 11,8 % waren 65 oder älter.

## Söhne und Töchter der Stadt
- Clora Bryant (1927–2019), Jazzmusikerin
- Joie Chitwood (1912–1988), Autorennfahrer
- Dwight D. Eisenhower (1890–1969), 34. Präsident der Vereinigten Staaten von Amerika
- Booker Ervin (1930–1970), Jazzmusiker
- Mike Haynes (* 1953), American-Football-Spieler
- John Hillerman (1932–2017), Schauspieler
- Chesley Sullenberger (* 1951), Pilot (bekannt durch die Notwasserung auf dem Hudson River)